# Fotbal Club Spicul Fălești
Il Fotbal Club Spicul Fălești è stata una società calcistica moldava con sede nella città di Fălești, attiva tra il 1991 e il 1998. Ha partecipato alle prime quattro edizioni della Divizia Națională, massima serie del campionato moldavo di calcio.

## Storia
Il club fu fondato nel 1991 come Cristalul Fălești e partecipò alla Divizia Națională 1992, prima edizione del campionato nazionale vdopo l'indipendenza dall'Unione Sovietica concluso all'undicesimo e penultimo posto.
Disputò nella massima serie quattro stagioni ottenendo un decimo posto come miglior risultato venendo poi retrocessa in Divizia A. Nel 1995 cambiò nome in Spicul Fălești e disputò altre tre stagioni in seconda serie prima di sciogliersi dopo aver concluso il campionato all'ultimo posto.